# Montenegrinisch-portugiesische Beziehungen
Die montenegrinisch-portugiesischen Beziehungen umfassen das bilaterale Verhältnis von Montenegro und Portugal. Die Länder unterhalten seit 2007 diplomatische Beziehungen.
Die Beziehungen gelten als freundschaftlich, jedoch noch im Aufbau begriffen. Die Länder sind Partner in einer Reihe multilateraler Organisationen wie dem Europarat oder der Organisation für Sicherheit und Zusammenarbeit in Europa. Zudem möchte Montenegro der EU beitreten, der Portugal seit 1986 angehört. 2007 trat Montenegro der NATO bei, deren Gründungsmitglied Portugal ist.
Im Jahr 2018 waren 11 Staatsbürger Montenegros in Portugal gemeldet: 6 im Distrikt Lissabon, vier im Distrikt Braga und einer auf der Insel Madeira. 2014 waren vier Portugiesen konsularisch in Montenegro registriert.
Portugiesische Staatsbürger können für bis zu 90 Tage im Jahr visafrei in Montenegro einreisen.

## Geschichte
Bis zur Unabhängigkeit Montenegros von Jugoslawien bzw. Serbien und Montenegro 2006 wurde das Verhältnis durch die jugoslawisch-portugiesischen Beziehungen bestimmt.
Am 18. Mai 2007  richteten die beiden Staaten direkte diplomatische Beziehungen ein. Am 21. Dezember 2007 akkreditierte sich Luís Barreiros, Portugals Botschafter mit Amtssitz Zagreb, in Skopje. Inzwischen ist der portugiesische Vertreter in Serbien in Montenegro doppelakkreditiert.
Am 24. Juni 2019 empfing der Außenminister Montenegros, Srđan Darmanović, seinen portugiesischen Amtskollegen Augusto Santos Silva. Dabei bekräftigten beide Seiten die freundschaftlichen Beziehungen und die Absicht, die bilateralen und auch montenegrinisch-europäischen Beziehungen auf vielen Ebenen zu stärken. Santos sagte dabei weiter die portugiesische Unterstützung des EU-Breitrittsgesuchs Montenegros zu.

## Diplomatie
Montenegro unterhält keine eigene Botschaft in Portugal, zuständig ist das montenegrinische Außenministerium in Podgorica. Montenegrinische Konsulate sind in Portugal keine eingerichtet.
Portugal führt in Montenegro ebenfalls keine eigene diplomatische Vertretung, das Land gehört heute zum Amtsbezirk der portugiesischen Botschaft in der serbischen Hauptstadt Belgrad. Auch Konsulate hat Portugal in Montenegro bisher nicht eröffnet (Stand 2018).

## Wirtschaft
Die portugiesische Außenhandelskammer AICEP unterhält keine Vertretung in Montenegro, zuständig ist das AICEP-Büro in Belgrad. 2015 waren 16 portugiesische Unternehmen in Montenegro tätig.
Im Jahr 2015 führte Montenegro Güter im Wert von 0,206 Mio. Euro aus Portugal ein (2014: 0,483 Mio., 2013: 0,543 Mio., 2012: 0,193 Mio., 2011: 0,442 Mio.), davon 30,1 % Fahrzeuge und Fahrzeugteile, 24,0 % Papier und Zellulosepaste, 15,4 % textile Stoffe, 7,9 % Maschinen und Geräte, und 7,6 % landwirtschaftliche Erzeugnisse.
Im gleichen Zeitraum importierte Portugal aus Montenegro Waren im Wert von 0,014 Mio. Euro (2014: 0., 2013: 0, 2012: 0,001 Mio., 2011: 0), davon 50,5 % Fahrzeuge und Fahrzeugteile, 49,4 % Maschinen und Geräte und 0,1 % optische und Präzisionsgeräte.
Damit war Portugal an 72. Stelle im Außenhandel Montenegros als Abnehmer und an 63. Stelle als Lieferant. Im Außenhandel Portugals lag Montenegro an 182. Stelle als Abnehmer und an 173. Stelle als Lieferant.

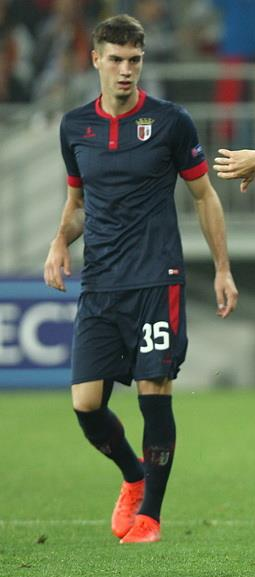
Nikola Vukčević im Trikot von Sporting Braga (2016)

## Sport
Die Montenegrinische Fußballnationalmannschaft und die Nationalelf Portugals der Männer trafen bisher noch nicht aufeinander (Stand Juli 2019).
Die Montenegrinische Frauen-Fußballnationalmannschaft und die Portugiesische Frauenauswahl trafen bislang zweimal aufeinander, erstmals am 26. November 2015 im EM-Qualifikationsspiel in Estoril. Die gastgebenden Portugiesinnen gewannen 6:1. Beim Rückspiel am 3. Juni 2016 in Petrovac unterlagen die Gastgeberinnen erneut den Portugiesinnen, diesmal 3:0. Beim portugiesischen Algarve-Cup traten die Montenegrininnen bisher noch nicht an (Stand Juli 2019).
Montenegrinische Spieler spielen häufig auch für portugiesische Klubs an, darunter Nationalspieler wie Simon Vukčević, Andrija Delibašić, Nikola Vukčević, Vladimir Volkov, Žarko Tomašević oder Milan Purović.